# غيديس (نيويورك)
غيديس (بالإنجليزية: Geddes, New York)‏ هي بلدة أمريكية تقع في الولايات المتحدة في مقاطعة أونونداغا، نيويورك. يقدر عدد سكانها بـ 17,118 نسمة ومساحتها 31.6 كم2 وترتفع عن سطح البحر 113 متر.